# Ribes cucullatum
Ribes cucullatum là một loài thực vật có hoa trong họ Grossulariaceae. Loài này được Hook. & Arn. miêu tả khoa học đầu tiên năm 1833.